# In Search of Sanity
In Search of Sanity è il terzo album in studio del gruppo musicale britannico Onslaught, pubblicato nel 1989.

## Tracce
Side A
1. Asylum (Instrumental) – 5:16 (Stephan Galfas)
2. In Search of Sanity – 7:32 (Nige Rockett, Rob Trottman, James Hinder)
3. Shellshock – 6:54 (Rockett, Trottman, Hinder)
4. Lightning War – 7:03 (Rockett)
5. Let There Be Rock (AC/DC cover) – 4:06 (Angus Young, Malcolm Young, Bon Scott)

Side B
1. Blood Upon the Ice – 8:21 (Rockett)
2. Welcome to Dying – 12:36 (Rockett, Trottman, Hinder)
3. Power Play – 6:25 (Rockett, Trottman, Hinder)

Tracce Bonus CD
1. Confused (Angel Witch cover) – 1:59 (Kevin Heybourne)

## Formazione
- Steve Grimmett – voce
- Nige Rockett – chitarra
- Rob Trottman – chitarra
- James Hinder – basso, cori
- Steve Grice – batteria, cori